# Spinoloricus turbatio
Espèce
Spinoloricus turbatio est une espèce de loricifères de la famille des Nanaloricidae.

## Distribution
Cette espèce a été découverte dans l'océan Pacifique au large des îles Galápagos.

## Publication originale
- Heiner & Neuhaus, 2007 : Loricifera from the deep sea at the Galapagos Spreading Center, with a description of Spinoloricus turbatio gen. et sp. nov. (Nanaloricidae). Helgoland Marine Research, vol. 61, no 3, p. 167-182.